# Sepia elongata
Sepia elongata е вид главоного от семейство Sepiidae.

## Разпространение и местообитание
Видът е разпространен в Джибути, Египет (Синайски полуостров), Еритрея, Саудитска Арабия, Сомалия, Судан и Южен Йемен.
Обитава океани, морета и заливи.